# Joseph Effiong Ekuwem
Joseph Effiong Ekuwem (* 18. Dezember 1949 in Offi Udah) ist ein nigerianischer Geistlicher und römisch-katholischer Erzbischof von Calabar.

## Leben
Joseph Effiong Ekuwem empfing am 30. Juni 1979 das Sakrament der Priesterweihe für das Bistum Calabar.
Am 4. Juli 1989 ernannte ihn Papst Johannes Paul II. zum Bischof von Uyo. Der Apostolische Pro-Nuntius in Nigeria, Erzbischof Paul Fouad Tabet, spendete ihm am 9. Dezember desselben Jahres die Bischofsweihe; Mitkonsekratoren waren der Bischof von Awka, Albert Kanene Obiefuna, und der Bischof von Calabar, Brian David Usanga.
Am 2. Februar 2013 ernannte ihn Papst Benedikt XVI. zum Erzbischof von Calabar.